# Phong tục gọi tên Tây Ban Nha
Phong tục đặt tên Tây Ban Nha là truyền thống đặt tên cho trẻ em được thực hiện ở Tây Ban Nha. Theo các phong tục này, tên của một người bao gồm một tên riêng (đơn giản hoặc hỗn hợp) theo sau là hai tên họ. Trong lịch sử, họ thứ nhất là họ đầu tiên của cha và họ thứ hai là họ đầu tiên của mẹ. Trong những năm gần đây, thứ tự họ như vậy trong một gia đình được quyết định khi đăng ký tên cho con đầu lòng, nhưng thứ tự theo truyền thống như trên vẫn là sự lựa chọn chủ yếu cho các đứa con sau. Thông thường, thực tế là người ta chỉ sử dụng một tên riêng cùng với họ đầu tiên trong hầu hết các trường hợp (ví dụ: "Miguel de Unamuno" thay cho Miguel de Unamuno y Jugo; "Lionel Messi" thay cho "Lionel Andrés Messi Cuccittini"). Tên đầy đủ (fullname) thường được dành riêng cho các vấn đề pháp lý, chính thức và trong văn bản, tài liệu; tuy nhiên, cả hai họ của cha và mẹ cũng đôi khi được sử dụng một cách có hệ thống khi tên họ đầu tiên rất phổ biến (ví dụ: Federico García Lorca, Pablo Ruiz Picasso hoặc José Luis Rodríguez Zapatero) để có được một tên tùy chỉnh cụ thể để dễ phân biệt hơn. Trong những trường hợp này, thông thường chỉ sử dụng họ thứ hai, như trong Federico García Lorca, Pablo Ruiz Picasso hoặc José Luis Rodríguez Zapatero. Điều này không ảnh hưởng đến bảng chữ cái: các cuộc thảo luận về "Lorca", một nhà thơ Tây Ban Nha, tên phải được sắp xếp theo thứ tự chữ cái trong một chỉ mục dưới "García Lorca", không bao giờ viết "Lorca".